# Entephria nigrofasciata
Entephria nigrofasciata är en fjärilsart som beskrevs av Wagner 1909. Entephria nigrofasciata ingår i släktet Entephria och familjen mätare. Inga underarter finns listade i Catalogue of Life.